# Forza Motorsport 2
Forza Motorsport 2 je simulační závodní videohra z roku 2007 vyvinutá společností Turn 10 Studios pro konzoli Xbox 360.
Forza Motorsport 2 byla vydána ve třech edicích: Regular, Limited Collector's Edition a Platinum Hits.

## Hratelnost
Hráči soutěží na akcích po celém světě s použitím skutečných vozů na různých reálných i fiktivních tratích. Obsahuje arkádový režim, určený spíše pro rychlé hraní závodů, a režim kariéry, který je zaměřen na dlouhodobé hraní. Režim kariéry zahrnuje několik závodních disciplín. Pomocí služby Xbox Live mohou hráči také nakupovat auta ve hře prostřednictvím aukční síně hry, prodávat a „darovat“ auta.
Většinu aut ve hře Forza Motorsport 2 lze vizuálně přizpůsobit aerodynamickými částmi, i grafikou.